# Apoštolský exarchát v Řecku
Apoštolský exarchát v Řecku je exarchát Řecké řeckokatolické církve, nacházející se v Řecku.

## Území
Exarchát zahrnuje všechny věřící byzantského ritu v Řecku.
Sídlem exarchátu je město Atény, kde se nachází hlavní chrám Katedrála Nejsvětější Trojice.
Zahrnuje farnost Nejsvětější Trojice v Aténách, svatých Petra a Pavla v Giannitsa a Narození Ježíše v Syrosu.
K roku 2013 měl 6 000 věřících, 7 diecézních kněží a 15 řeholnic.

## Historie
Založen byl dne 11. června 1932, z části území apoštolského exarchátu Turecka v Evropě.

## Seznam biskupů
- George Calavassy (1932–1957)
- Hyakinthos Gad (1958–1975)
- Anárghyros Printesis (1975–2008)
- Dimitrios Salachas (2008–2016)
- Manuel Nin, O.S.B. (od 2016)